# Le Mans Series 2007
Le Mans Series 2007 kördes över sex omgångar.

## LMP1

### Delsegrare
| Datum        | Bana              | Vinnare                      | Märke   |
| ------------ | ----------------- | ---------------------------- | ------- |
| 15 april     | Monza             | Nicolas Minassian Marc Gené  | Peugeot |
| 6 maj        | Valencia          | Stéphane Sarrazin Pedro Lamy | Peugeot |
| 1 juli       | Nürburgring       | Stéphane Sarrazin Pedro Lamy | Peugeot |
| 19 augusti   | Spa-Francorchamps | Stéphane Sarrazin Pedro Lamy | Peugeot |
| 16 september | Silverstone       | Nicolas Minassian Marc Gené  | Peugeot |
| 10 november  | Interlagos        | Nicolas Minassian Marc Gené  | Peugeot |

### Slutställning
| Plats | Förare                       | Märke              | Poäng |
| ----- | ---------------------------- | ------------------ | ----- |
| 1     | Stéphane Sarrazin Pedro Lamy | Peugeot            | 40    |
| 2     | Jean-Christophe Boullion     | Pescarolo          | 36,5  |
| 3     | Nicolas Minassian Marc Gené  | Peugeot            | 33    |
| 4     | Emmanuel Collard             | Pescarolo          | 32,5  |
| 5     | Stuart Hall                  | Pescarolo Creation | 22    |
| 6     | João Barbosa                 | Pescarolo          | 19    |
| 7     | Harold Primat                | Pescarolo          | 16,5  |
| 8     | Stefan Mücke Jan Charouz     | Lola               | 15    |

## LMP2

### Delsegrare
| Datum        | Bana              | Vinnare                                             | Märke   |
| ------------ | ----------------- | --------------------------------------------------- | ------- |
| 15 april     | Monza             | Fredy Lienhard Eric van de Poele Didier Theys       | Lola    |
| 6 maj        | Valencia          | Miguel Amaral Miguel Ángel de Castro Ángel Burgueño | Lola    |
| 1 juli       | Nürburgring       | Mike Newton Tommy Erdos                             | MG-Lola |
| 19 augusti   | Spa-Francorchamps | Mike Newton Tommy Erdos                             | MG-Lola |
| 16 september | Silverstone       | Juan Barazi Michael Vergers Karim Ojjeh             | Zytek   |
| 10 november  | Interlagos        | Juan Barazi Michael Vergers Karim Ojjeh             | Zytek   |

### Slutställning
| Plats | Förare                                              | Märke   | Poäng |
| ----- | --------------------------------------------------- | ------- | ----- |
| 1     | Mike Newton Tommy Erdos                             | MG-Lola | 36    |
| 2     | Miguel Amaral Miguel Ángel de Castro Ángel Burgueño | Lola    | 30    |
| 3     | Juan Barazi Michael Vergers Karim Ojjeh             | Zytek   | 25    |
| 4     | Jacques Nicolet Alain Filhol Bruce Jouanny          | Courage | 23    |
| 5     | Fredy Lienhard Eric van de Poele Didier Theys       | Lola    | 20    |

## GT1

### Delsegrare
| Datum        | Bana              | Vinnare                                                   | Märke        |
| ------------ | ----------------- | --------------------------------------------------------- | ------------ |
| 15 april     | Monza             | Luc Alphand Jérôme Policand Patrice Goueslard             | Chevrolet    |
| 6 maj        | Valencia          | Stéphane Ortelli Soheil Ayari                             | Saleen       |
| 1 juli       | Nürburgring       | Stéphane Ortelli Soheil Ayari                             | Saleen       |
| 19 augusti   | Spa-Francorchamps | Stéphane Ortelli Soheil Ayari                             | Saleen       |
| 16 september | Silverstone       | Stéphane Ortelli Soheil Ayari                             | Saleen       |
| 10 november  | Interlagos        | Gregor Fisken Roland Bervillé Steve Zacchia Fernando Rees | Aston Martin |

### Slutställning
| Plats | Förare                                             | Märke        | Poäng |
| ----- | -------------------------------------------------- | ------------ | ----- |
| 1     | Stéphane Ortelli Soheil Ayari                      | Saleen       | 40    |
| 2     | Jérôme Policand Patrice Goueslard                  | Chevrolet    | 37    |
| 3     | Christophe Bouchut Fabrizio Gollin Gabriele Gardel | Aston Martin | 30    |
| 4     | Luc Alphand                                        | Chevrolet    | 29    |
| 5     | Antonio García                                     | Aston Martin | 22    |

## GT2

### Delsegrare
| Datum        | Bana              | Vinnare                                                | Märke   |
| ------------ | ----------------- | ------------------------------------------------------ | ------- |
| 15 april     | Monza             | Sergio Hernández Alessandro Bonetti Fabrizio de Simone | Ferrari |
| 6 maj        | Valencia          | Marc Lieb Xavier Pompidou                              | Porsche |
| 1 juli       | Nürburgring       | Rob Bell Allan Simonsen                                | Ferrari |
| 19 augusti   | Spa-Francorchamps | Marc Lieb Xavier Pompidou                              | Porsche |
| 16 september | Silverstone       | Rob Bell Gianmaria Bruni                               | Ferrari |
| 10 november  | Interlagos        | Marc Lieb Xavier Pompidou Marc Basseng                 | Porsche |

### Slutställning
| Plats | Förare                                | Märke   | Poäng |
| ----- | ------------------------------------- | ------- | ----- |
| 1     | Rob Bell                              | Ferrari | 48    |
| 2     | Marc Lieb Xavier Pompidou             | Porsche | 39    |
| 3     | Allan Simonsen                        | Ferrari | 32    |
| 4     | Alessandro Bonetti Fabrizio de Simone | Ferrari | 27    |
| 5     | Alex Caffi Denny Zardo                | Ferrari | 21    |
| 6     | Sergio Hernández                      | Ferrari | 18    |